# FK Daugava Rīga
FK Daugava Rīga var en fotbollsklubb från Riga som existerade mellan 1944 och 1990. Klubben var den främsta lettiska fotbollsklubben under sovjettiden.

## Historik
Daugava Riga bildades 1944. Klubben uppkallades efter floden Daugava.
Under sovjettiden tävlade Daugava, som andra lettiska klubbar, i såväl lettiska som sovjetiska tävlingar. Man blev 1948 andra lettiska klubb efter Dinamo Riga att kvalificera sig för Pervaja Liga, Sovjetunionens näst högsta division. Redan året därpå fick man tack vare en omorganisation en plats i Sovjetiska toppserien. Klubben spelade där till 1952.
Daugava spelade på nytt i toppserien 1960–1962 varefter man på nytt degraderades.
Klubben hade en ny storhetstid på 1980-talet, ledda av tränaren Jānis Skredelis. Daugava vann 1985 Pervaja liga vilket under normala omständigheter inneburit kvalificering för toppserien. Med anledning av att toppserien skulle krympas från att innehålla 18 till 16 lag innebar dock ligaseger denna säsong inte omedelbar uppflyttning. Daugava fick istället spela en kvalserie med CSKA Moskva (2:a efter Daugava i andradivisionen) samt Tjornomorets Odesa och Nefttji Baku från toppserien. Kvalserien avslutades med uteblivet avancemang för Daugava.
Året därpå stod Daugava på nytt för en stark säsong, men också inför ett nytt hinder. Toppserien var bantad till 16 lag och ligaseger innebar åter sedvanligt omedelbart avancemang. För att förhindra att gagnas av eventuell matchfixning innefattade dock ligans regelverk att klubbar inte fick poäng för fler än tolv oavgjorda matcher. Daugava spelade 1986 14 oavgjorda matcher vilket innebar att de på grund av nyss nämnda regel "gick miste om" två poäng. Daugava slutade trea på 60 poäng, bakom CSKA Moskva och Guria Lantjchuti, som med 61 poäng vardera kvalificerade sig för toppserien.
Klubben slutade näst sist i andradivisionen 1989 men återtog säsongen därpå åter sin plats. På grund av ekonomiska problem upplöstes klubben dock efter säsongen 1990 och man överlät sin plats till en annan lettisk klubb, Pārdaugava Riga.

## Spelare i urval
- Aivars Drupass (1982, 1986–1990)
- Oļegs Karavajevs (1987–1988)
- Jevgenijs Milevskis (1981–1984, 1985–1988)
- Valerij Shantalosau (1988–1989)
- Genādijs Šitiks
- Aleksandrs Starkovs (1975–1977, 1978–1989)